# Paars
Paars település Franciaországban, Aisne megyében. Lakosainak száma 314 fő (2022. január 1.). Paars Courcelles-sur-Vesle, Dhuizel, Mont-Notre-Dame, Quincy-sous-le-Mont, Vauxtin, Les Septvallons és Bazoches-et-Saint-Thibaut községekkel határos.

## Népesség
A település népességének változása:
| Lakosok száma | 189  | 319  | 271  | 262  | 224  | 211  | 210  | 284  | 314  | 314  |
|               | 1793 | 1836 | 1866 | 1891 | 1921 | 1962 | 1999 | 2010 | 2017 | 2022 |